# 伊藤俊介 (お笑い芸人)
伊藤 俊介（いとう しゅんすけ、1989年〈平成元年〉8月8日 - ）は、日本のお笑いタレント。お笑いコンビオズワルドのツッコミ担当、立ち位置は向かって右。相方は畠中悠。千葉県出身。吉本興業所属。

## 来歴
2012年、駒澤大学文学部国文学科卒業。
大学4年に在学中の2011年、小・中学の同級生と共にNSC東京校に17期生として入学。コンビ「バッカス」を結成したが、芸歴3年目の時に解散。
2014年11月、ピン芸人「畠中ゆう」として活動していた同期の畠中悠と『M-1グランプリ』の決勝出場を目標にコンビ「オズワルド」結成。
2019年からM-1グランプリ2019、2020、2021、2022ファイナリスト。
2021年7月ABCお笑いグランプリ王者。
2021年12月M-1グランプリ準優勝。
コロナ禍でライブ活動が制限される中、カズレーザーの言葉を契機にnoteでの執筆を始める。それを機にダ・ヴィンチWEB連載「一旦書かせて頂きます」を配信。
2023年4月、エッセイ『一旦書かせて頂きます』を刊行。M-1グランプリ2022や相方・畠中悠、家族について綴り、構成作家・山田ナビスコとの対談も掲載されている。

## 人物
- 身長166 cm、体重53 kg[1]。A型[1]。喫煙者。
- ちょび髭・丸眼鏡[13]。よく通る声の持ち主[14]。相方とは反対で悩み始めたらズブズブとはまっていくタイプ[4]。女優で実妹の伊藤沙莉曰く、ぼーっとした人[15]。沙莉の友人の松岡茉優によると、多くを語らない人柄[16]。果物アレルギー持ちだが、ミカンやブドウは食べられる[17]。ブラックの缶コーヒーが飲めない[注 1]。
- 趣味はタバコ、パイプ、料理、お笑いライブめぐり[1]。煙草に関しては、ABCお笑いグランプリの優勝賞金100万円でヨシモト∞ドームに喫煙ルームを設置しようと画策するほどであり、JTと金額で揉めていると語っていたが[18]、2021年6月に完成した[19]。
- 特技は100人の子供ならまとめられること（サッカーのコーチを6年間やっていた為）、何も感じずに土下座ができること（アルバイトの影響）[1]。
- パソコンが使えず、大学時代は約2万字の卒業論文をガラケーで作成するなど最近のテクノロジーに疎い[13]。「そっちの方が安くなるとは信じられない」という理由からSuicaを持たなかったなど、ネタとは打って変わって私生活では逆に相方にツッコまれる変人でもある[20]。
- 20歳の時にヒップホップをやっている地元の先輩の前座で漫才をやったが、本人曰く「シャレにならないくらいスベった」ということで、その悔しさが忘れられず、22歳の時にその漫才を一緒にやった人と一緒にNSCに入学した[21]。
- キャバクラでボーイとして10年間働いていた[22]。特技の土下座はこのボーイ時代のトラブル対応で身についたもの。
- オズワルド結成に際し、伊藤は畠中のことを「面白いし、絶対に芸人を辞めないだろう」と思ったため相方に選んだ[4]。コンビ名は「ひらひら」、「スイッチヒッター」などの候補の中からあみだくじで「オズワルド」に決まった[23]。
- 兄妹で同居[24]していた期間は、女優として活躍する沙莉が3倍多く家賃を払っていたため[25]、「ヒモお兄ちゃん」を自称していたことがある。
- 蛙亭イワクラ、森本サイダー、ママタルト大鶴肥満と4人での同居を2020年7月に始めたが[26]、2022年夏に同居先の建物取り壊しにより転居を余儀なくされている。
- 「ハマショー（浜田省吾）の“MONEY”イズムで芸能界に入って来た」という[27]。
- 寝坊癖があり[28]、その言い訳が上手い[29]。しかし、130Rほんこんには通じず、本気で説教された[30]。
- 2023年、WBCを見たことで野球好きになり、どこかの球団を応援しようと考える。ラジオにおいて横浜DeNAベイスターズの批判をしたところファンから「1回観に来てみろ」と抗議のDMが来たため、実際に生で観てから試合の面白さに気づきそれ以降ベイスターズファンを公言している[31]。

### 家族
- 女優の伊藤沙莉は妹[8][32]。子役デビューしていた沙莉のほうが芸歴では8年先輩にあたる。伊藤が芸人を始めた当初、既にテレビなどで活躍していた妹に対する劣等感や兄としてのプライドから、沙莉が妹であることは公表せず、沙莉にも兄妹だと公表しないよう伝えていたが、ハマカーンの神田伸一郎（神田うのの弟）から「芸人なら乗っかるもん乗っかった方が面白いよ。妹の名前が先行しても、君が面白かったら問題ないんだから」とアドバイスを受け、公表に踏み切った[33][34]。2022年2月19日、フジテレビ『まつもtoなかい〜マッチングな夜〜』にてテレビ共演[35]。
- 母子家庭（母、伯母、本人、妹2人〈下の妹が沙莉〉）で育ち[15]、3人兄妹の長男[36]。父は道路工事会社を営んでいたが、バブル崩壊のあおりで会社は倒産し、自宅に借金取りが押しかけるようになった[37]。2020年の年初に亡くなった父は大酒呑みのトラブルメーカーで、母からは「バブルが終わったことに気づいていない」と称されていた[38]が、伊藤曰く父の唯一の取り柄は“とにかく面白い男”。伊藤が小学校に上がる前に両親は離婚し、友人の家に住まわせてもらうなどした後、伊藤と母、2人の妹、伯母、祖母の6人で、2部屋とリビングしかないアパートで暮らした[37]。母はスナックで働いていたが、伊藤が寂しくて「夜は一緒にいてほしい」とせがむと、牛乳配達の仕事に移り、次に何の経験もないところからペンキ職人を始めた[37]。

## 出演
コンビでの出演は「オズワルド (お笑いコンビ)」を参照

### テレビ
現在のレギュラー出演
過去のレギュラー出演
- TBSスター育成プロジェクト 私が女優になる日_（Season 1）（2021年11月6日 - 2022年3月13日、TBSテレビ）ナレーション
- よかとこ発見!蛙亭イワクラ使節団〜伊藤と肥満とサイダーと〜（2022年4月9日 - 2024年3月24日、テレビ宮崎）[39]
- とまどい社会人ビズワード講座（2023年4月6日 - 2024年3月7日、NHK Eテレ）進行アシスタント（永瀬廉と共演）[40]
- バラバラマンスリー「推しの番号 教えます。」（2024年6月4日 - 6月25日、テレビ朝日）- MC
- オールナイトフジコ（2023年4月15日 - 2025年3月22日、フジテレビ）MC

特別番組
＊MCもしくはメインキャスト
- 水曜NEXT!「擬人化バラエティ ヒトなら」（2021年12月9日・12月16日、フジテレビ）MC[41]
- ワールドエキセントリックキッチン（2022年5月2日・5月9日、TBSテレビ）MC
- ギャクサイセイ（2023年3月18日、フジテレビ）MC
- 錦鯉たかし&オズワルドいとうの超自由時間（2023年2月27日 - 〈不定期放送〉、北海道テレビ放送）[42][43]
- 恋がイキナリさめる瞬間 カエル王子と言いたがり姫（2023年10月5日・10月12日、TBSテレビ）進行[44]
- オズワルド伊藤、奢ってでも聞きたい話（2025年3月31日、テレビ東京）[45]

### TVドラマ
- お耳に合いましたら。（2021年7月16日 - 9月3日、テレビ東京）「まつまる漬物」社長 役
- トモダチゲームR4（2022年7月23日 - 9月10日、テレビ朝日）マナブくん 役（声の出演）[46]
- 9ボーダー（2024年4月19日 - 6月21日、TBSテレビ） - 梅津剣 役[47]

### CM
- 三井住友カード「みんな同じだった」篇（2021年2月）さまよう人 住吉 役
- 伊東園ホテルズ「通える温泉宿「おみそれしました」」篇（2022年10月 - ） - 吉田鋼太郎と共演[48]
- MIXI「怖いよモンスト！『お祭りやねんから』」篇（2023年7月14日 - ）[49]

### ラジオ
- UR LIFESTYLE COLLEGE（J-WAVE）2022年10月23日 ゲスト（ナビゲーター吉岡里帆)[50]
- いいこと、聴いた（TOKYO FM） 
  - 2022年10月16日 ゲスト
  - 2023年7月2・9日 代理パーソナリティ[注 2]

### 映画
- 猫は逃げた（2022年3月18日、SPOTTED PRODUCTIONS）味澤忠太郎 役[51]

### MV
- フジコーズ「ウェーイTOKYO」[52]

## 著書
- エッセイ『一旦書かせて頂きます』2023年4月3日、KADOKAWA[53]

### Web雑誌
- ダ・ヴィンチ『一旦書かせて頂きます』[54]

### 脚本
- 配信ドラマモモウメ（Hulu） - 伊藤沙莉主演。40エピソードの内、伊藤と畠中で5エピソードずつ執筆[55]。